# The Journey Is long
Albums de The Jeffrey Lee Pierce Sessions Project
We Are Only Riders
(2011) Axels & Sockets
(2014)
The Journey is Long est le second opus après We Are Only Riders de la série de 4 albums réalisés par The Jeffrey Lee Pierce Sessions Project, un collectif d'artistes qui interprètent et reprennent des morceaux laissés inachevés par Jeffrey Lee Pierce, fondateur et leader du groupe The Gun Club.
| The Journey Is Long | The Journey Is Long    | The Journey Is Long                                          | The Journey Is Long | The Journey Is Long | The Journey Is Long | The Journey Is Long | The Journey Is Long | The Journey Is Long | The Journey Is Long |
| No                  | Titre                  | Musique                                                      | Durée               |                     |                     |                     |                     |                     |                     |
| ------------------- | ---------------------- | ------------------------------------------------------------ | ------------------- | ------------------- | ------------------- | ------------------- | ------------------- | ------------------- | ------------------- |
| 1.                  | City In Pain           | Nick Cave                                                    | 4:02                |                     |                     |                     |                     |                     |                     |
| 2.                  | I'm Going Upstairs     | Hugo Race                                                    | 4:07                |                     |                     |                     |                     |                     |                     |
| 3.                  | From Death To Texas    | Steve Wynn                                                   | 4:05                |                     |                     |                     |                     |                     |                     |
| 4.                  | The Breaking Hands     | Mark Lanegan, Isobel Campbell                                | 4:23                |                     |                     |                     |                     |                     |                     |
| 5.                  | The Jungle Book        | Amber Lights                                                 | 4:36                |                     |                     |                     |                     |                     |                     |
| 6.                  | Rose's Blues           | Bertrand Cantat, Pascal Humbert, Warren Ellis, Cypress Grove | 3:00                |                     |                     |                     |                     |                     |                     |
| 7.                  | Zonar Roze             | Thalia Zedek, Chris Brokaw                                   | 2:52                |                     |                     |                     |                     |                     |                     |
| 8.                  | L.A. County Jail Blues | Cypress Grove                                                | 3:18                |                     |                     |                     |                     |                     |                     |
| 9.                  | I Wanna Be You         | Barry Adamson                                                | 4:14                |                     |                     |                     |                     |                     |                     |
| 10.                 | Sonny Boy              | Mick Harvey                                                  | 2:49                |                     |                     |                     |                     |                     |                     |
| 11.                 | Book of Love           | Vertical Smile                                               | 3:39                |                     |                     |                     |                     |                     |                     |
| 12.                 | Body and Saoul         | Astro-Unicorn                                                | 4:45                |                     |                     |                     |                     |                     |                     |
| 13.                 | The Brink              | Lydia Lunch                                                  | 3:34                |                     |                     |                     |                     |                     |                     |
| 14.                 | The Breaking Hands     | Nick Cave, Deborah Harry                                     | 2:18                |                     |                     |                     |                     |                     |                     |
| 15.                 | In My Room             | Tex Perkins, Lydia Lunch                                     | 3:58                |                     |                     |                     |                     |                     |                     |
| 16.                 | The Jungle Book        | Tav Falco's Panther Burns                                    | 3:55                |                     |                     |                     |                     |                     |                     |
| 17.                 | St. Mark's Place       | Mick Harvey                                                  | 4:56                |                     |                     |                     |                     |                     |                     |
| 18.                 | Ain't My Problem Baby  | The Jim Jones Revue                                          | 3:22                |                     |                     |                     |                     |                     |                     |
| 60:07               |                        |                                                              |                     |                     |                     |                     |                     |                     |                     |